# I Kardia Sou Petra
Pirotehnimata (грец. Πυροτεχνήματα, укр. Твоє серце, наче камінь) — пісня грецької співачки Єлени Папарізу, другий сингл її третього студійного альбому Vrisko To Logo Na Zo.

## Історія видання
Прем'єра пісні відбулась в ефірі радіостанції Orange FM 93.2 2 червня 2008 року, тоді ж Єлена Папарізу оголосила, що пісня стане другим синглом нового альбому. Офіційно ж пісня потрапила в радіо-ротацію 9 червня 2008 року, прозвучавши на радіостанціях Sfera Radio 102.2 і Cosmoradio 95.1.
Музичне відео відзняв Александрос Грамматопулос. Прем'єра кліпу відбулася 2 липня 2008 року на телеканалі MAD TV.
| Регіон | Дата           | Лейбл           | Формат                      |
| ------ | -------------- | --------------- | --------------------------- |
| Греція | 9 червня 2008  | Sony BMG Greece | радіо-сингл                 |
| Греція | 11 червня 2008 | Sony BMG Greece | завантаження через інтернет |
| Кіпр   | 9 червня 2008  | Sony BMG Greece | радіо-сингл                 |

## Позиції в чартах
| Чарт                        | Пікова позиція |
| --------------------------- | -------------- |
| Greek Digital Singles Chart | 1              |
| Greek Airplay Chart         | 1              |